# オスカル・メリカント
オスカル・メリカント（Oskar Merikanto, 1868年8月5日 - 1924年2月17日）はフィンランドの作曲家・音楽教師。両親ともにスウェーデン人であったが、父フランクの代からフィンランドらしい姓に改めた。

## 経歴
音楽家として多芸多才で有名であり、フィンランド中でピアニストやオルガニスト、指揮者として、自作を演奏した。最も有名な作品は、《夏の夜のワルツKesäillan valssi 》、《北国の乙女Pohjan neiti 》、《ハンガリーの唄Nälkämaan laulu 》など。息子アーッレも作曲家。